# Berg-Hahnenfuß
Der Berg-Hahnenfuß (Ranunculus montanus), genauer Gewöhnlicher Berg-Hahnenfuß genannt, ist eine Pflanzenart aus der Gattung Hahnenfuß (Ranunculus) innerhalb der Familie der Hahnenfußgewächse (Ranunculaceae).

## Beschreibung

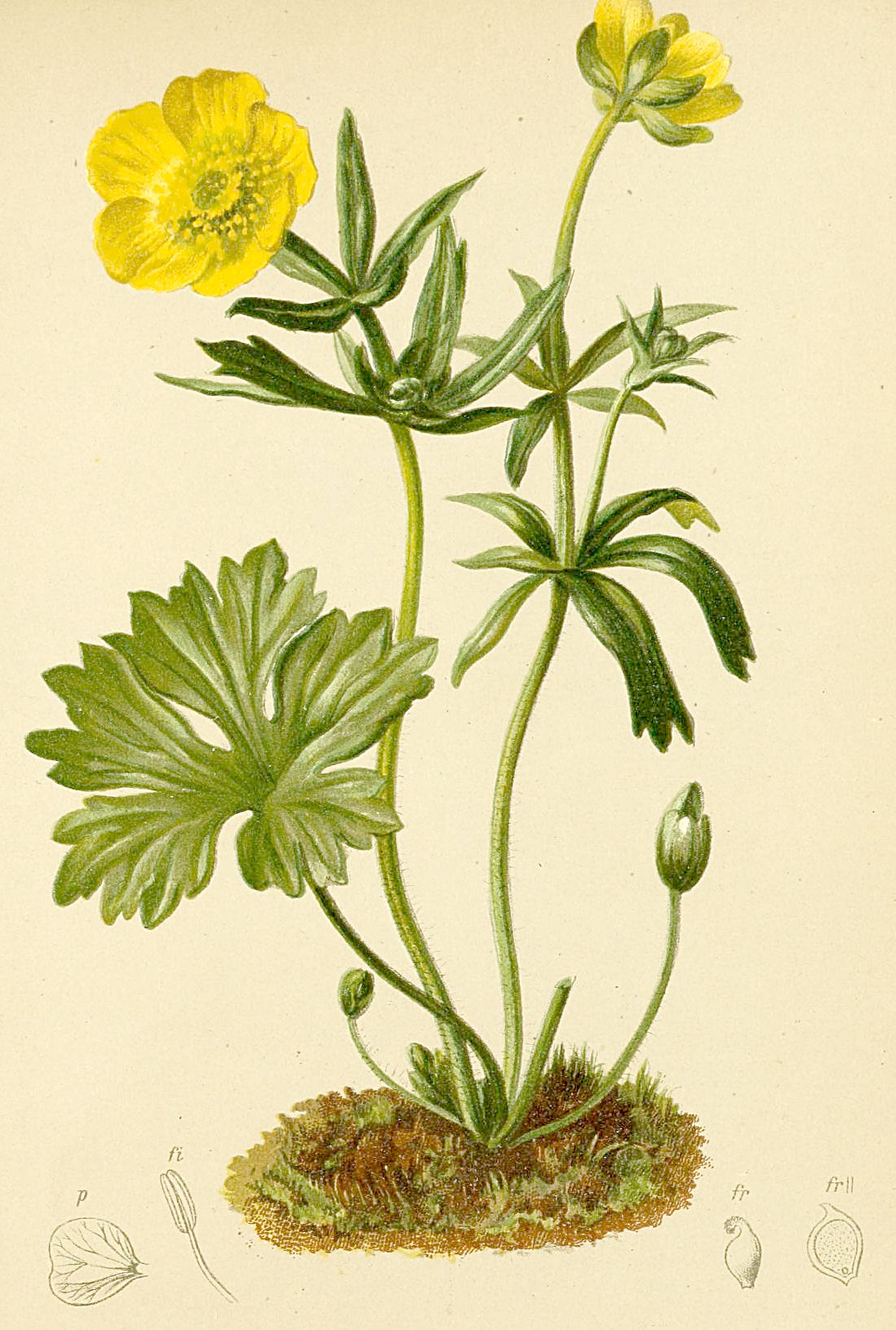
Illustration

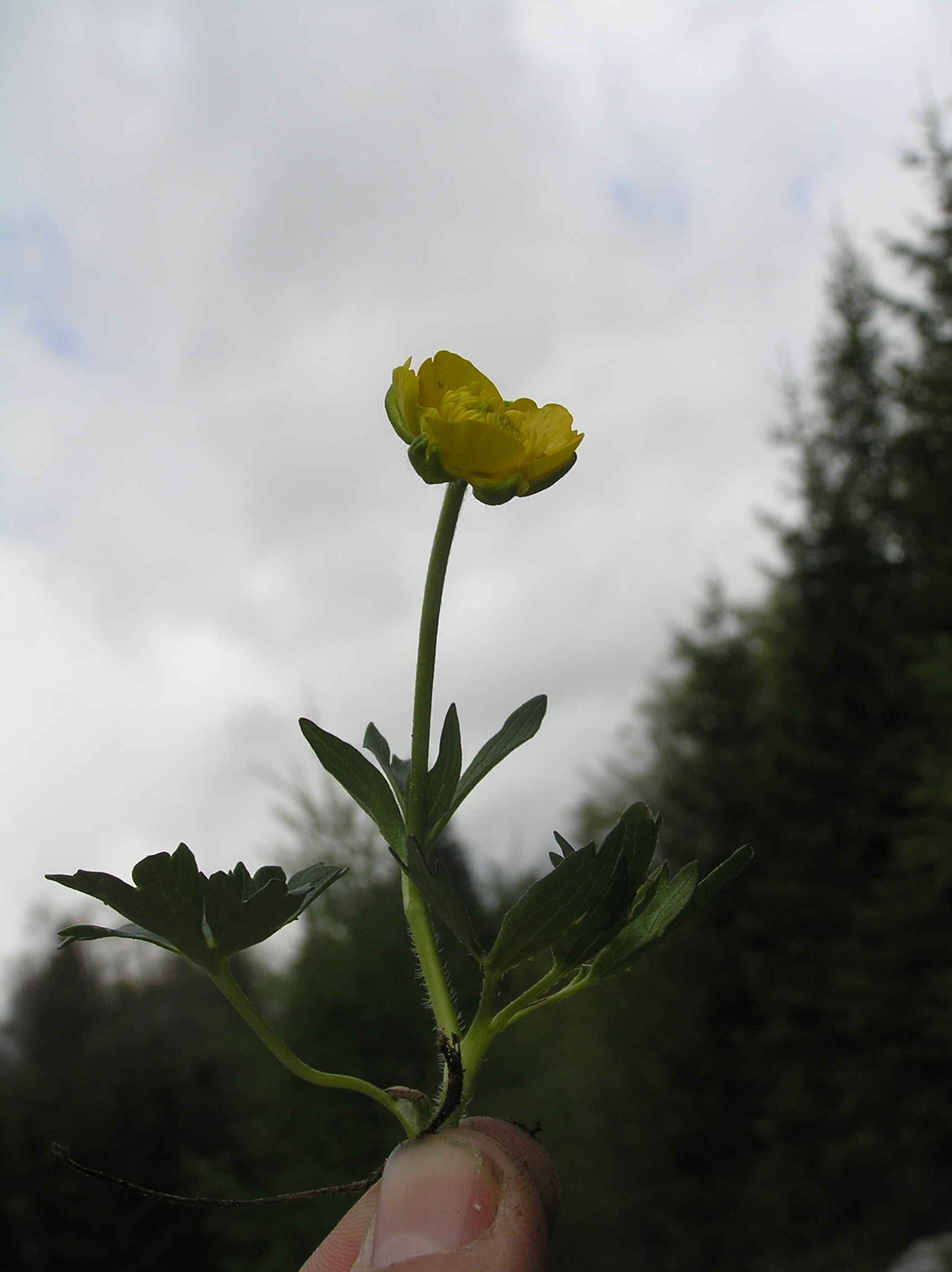
Einzeln auf einem Stiel stehende Blüte mit grünen Kelch- und gelben Kronblättern

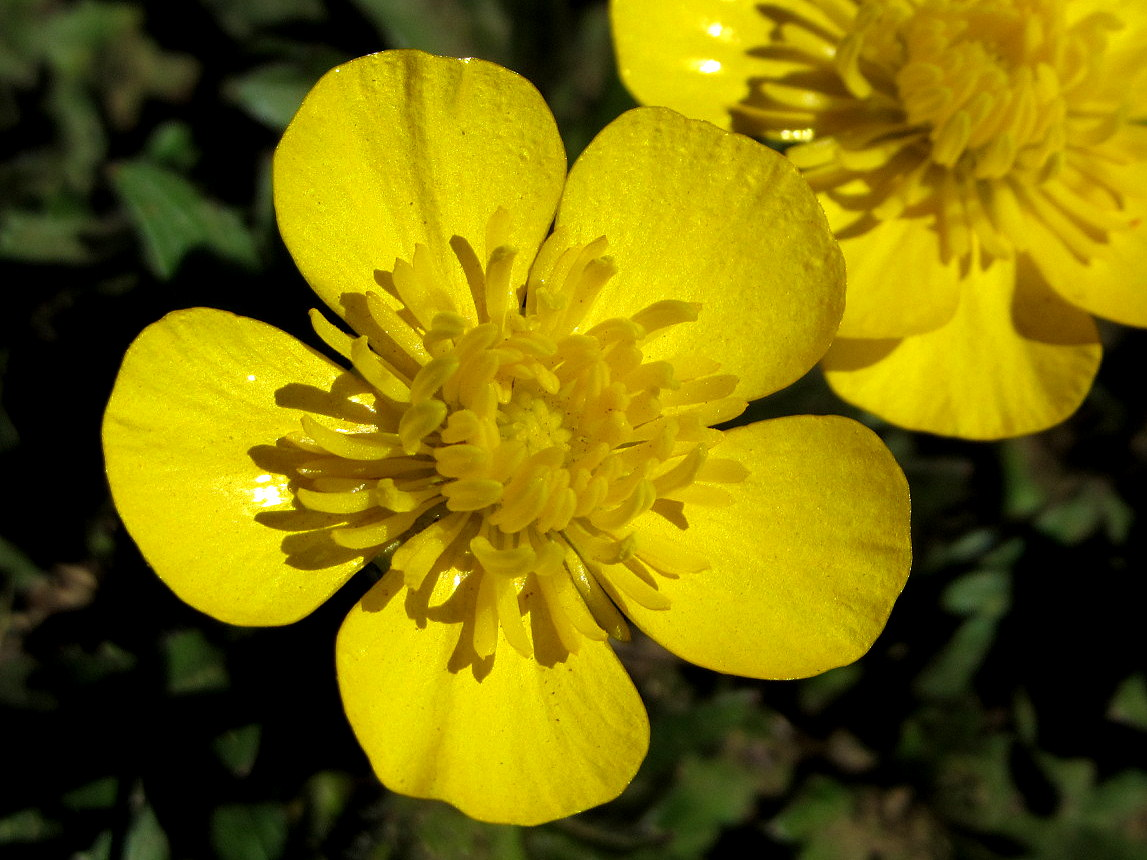
Blüte von oben im Detail

### Vegetative Merkmale
Der Berg-Hahnenfuß wächst als sommergrüne, ausdauernde krautige Pflanze und erreicht Wuchshöhen von meist 25 bis 30 (5 bis 50) Zentimetern. Sie bildet ein kahles Rhizom, das walzförmig oder knotig mit dünnen Zwischenabschnitten ist, als Überdauerungsorgan mit fleischigen Wurzeln. Der aufrechte, unverzweigte Stängel ist im unteren Bereich abstehend und im oberen Bereich meist anliegend behaart.
Die grundständig und am Stängel wechselständig verteilten Laubblätter sind kahl bis zerstreut behaart mit weniger als sechs Trichomen pro mm². Die gestielten Grundblätter besitzen eine glänzende, kahle oder schwach behaarte Blattspreite, die tief dreiteilig ist mit unregelmäßig eingeschnittenen bis gezähnten Abschnitten. Die sitzenden Stängelblätter sind drei- bis siebenteilig. Ihre Abschnitte sind lanzettlich bis linealisch-lanzettlich und weniger als siebenmal so lang wie breit, stumpf bis kurz zugespitzt und in der Mitte oder kurz oberhalb der Mitte am breitesten.

### Generative Merkmale
Die Blütezeit reicht von Mai bis September. Meist nur eine, selten bis zu drei Blüten stehen auf stielrunden, ungefurchten Blütenstielen.
Die zwittrigen Blüten sind bei Durchmessern von 2 bis 3 Zentimetern radiärsymmetrisch. Der Blütenboden ist nur am oberen Ende behaart; die Ansatzstellen der Staubfäden sind kahl. Die fünf Kronblätter sind goldgelb. Es sind viele Staubblätter vorhanden.
Die Sammelfrucht enthält 25 bis 50 Nüsschen, deren Schnabel leicht absteht.

### Genetik
Der Berg-Hahnenfuß ist vermutlich aus einer Kreuzung zwischen dem Kärntner Berg-Hahnenfuß (Ranunculus carinthiacus) und den Grenier-Hahnenfuß (Ranunculus villarsii) mit anschließender Chromosomenverdoppelung entstanden. Seine Chromosomenzahl beträgt 2n = 32.

## Giftigkeit
Der Berg-Hahnenfuß soll reichlich Protoanemonin enthalten, er muss daher als giftig angesehen werden.

## Vorkommen
Der Berg-Hahnenfuß ist in Europa verbreitet. Das Verbreitungsgebiet umfasst den gesamten Alpenraum, geht aber auch in das Vorland hinaus und erreicht den Schweizer Jura sowie den Schwarzwald.
Er gedeiht in Höhenlagen von der Tallage bis zu 2800 Metern. In den Alpen und Voralpen Mitteleuropas kommt er in Höhenlagen oberhalb von etwa 600 Metern zerstreut vor; vereinzelt tritt er im Hegau auf. In den Allgäuer Alpen steigt er am Gipfel des Kreuzecks in Bayern bis in eine Höhenlage von 2370 Meter auf, im Wallis am Großen St. Bernhard bis 2950 Meter. In Österreich ist der Berg-Hahnenfuß häufig in den östlichen Alpen, in den Zentralalpen selten; er fehlt in Wien und im Burgenland.
Der Berg-Hahnenfuß besiedelt Weiden, Fettwiesen und flachmoornahe Feuchtwiesen ebenso wie lichte Wälder sowie Schutthalden in den Gebirgen und bevorzugt Rasen, Matten, lichte Wälder, Schneetälchen, Niedermoore und Schutt. Er kommt vor in Gesellschaften der Verbände Poion alpinae, Polygono-Trisetion, Erico-Pinion, in tieferen Lagen auch des Molinion oder Caricion davallianae. In den Alpen kommt er auch in Gesellschaften der Klasse Thlaspietea vor.
Diese kalkliebende Art gedeiht am besten auf kalkhaltigen, humosen Lehmböden, die eher feucht als trocken sein sollten. Die ökologischen Zeigerwerte nach Landolt et al. 2010 sind in der Schweiz: Feuchtezahl F = 3+ (feucht), Lichtzahl L = 3 (halbschattig), Reaktionszahl R = 4 (neutral bis basisch), Temperaturzahl T = 2 (subalpin), Nährstoffzahl N = 4 (nährstoffreich), Kontinentalitätszahl K = 4 (subozeanisch bis subkontinental).

## Taxonomie
Die Erstveröffentlichung von Ranunculus montanus erfolgte 1799 durch Carl Ludwig Willdenow in Species Plantarum, 4. Auflage, Band 2, 2, Seite 1321.

## Weiterführende Literatur
- Elvira Hörandl, Khatere Emadzade: The evolution and biogeography of alpine species in Ranunculus (Ranunculaceae): A global comparison. In: Taxon, Volume 60, Issue 2, 2011, S. 415–426. PDF.
- Khatere Emadzade, B. Gehrke, H. P. Linder, Elvira Hörandl: The biogeographical history of the cosmopolitan genus Ranunculus L. (Ranunculaceae) in the temperate to meridional zones. In: Molecular Phylogenetics and Evolution, Volume 58, 2011, S. 4–21.
- Elvira Hörandl, Khatere Emadzade: Northern Hemisphere origin, transoceanic dispersal, and diversification of Ranunculeae DC. (Ranunculaceae) in the Cenozoic. In: Journal of Biogeography Volume 38, 2011, S. 517–530.
- Khatere Emadzade, C. Lehnebach, P. Lockhart, Elvira Hörandl: A molecular phylogeny, biogeography and classification of genera of Ranunculeae (Ranunculaceae). In: Taxon, Volume 59, 2010, S. 809–828.
- O. Paun, P. Schönswetter, M. Winkler, Intrabiodiv Consortium, A. Tribsch: Historical divergence vs. contemporary gene flow: Evolutionary history of the calcicole Ranunculus alpestrisgroup (Ranunculaceae) in the European Alps and the Carpathians. In: Molecular Ecology, Volume 17, 2008, S. 4263–4275.
- Elvira Hörandl, O. Paun, J. T. Johansson, C. Lehnebach, T. Armstrong, L. Chen, P. Lockhart: Phylogenetic relationships and evolutionary traits in Ranunculus s.l. (Ranunculaceae) inferred from ITS sequence analysis. In: Molecular Phylogenetics and Evolution, Volume 36, 2005, S. 305–327.
- T. G. Tutin, C. D. K. Cook: Ranunculus. S. 269–290. In: T.G. Tutin, V. H. Heywood, N. A. Burges, D. H. Valentine, S. M. Walters, D. A. Webb (Hrsg.): Flora Europaea, Band 1: Psilotaceae to Platanaceae, 2., überarb. Auflage, Cambridge University Press, 1993, ISBN 0-521-41007-X. eingeschränkte Vorschau in der Google-Buchsuche
- Elias Landolt: Die Artengruppe des Ranunculus montanus Willd. in den Pyrenäen und anderen europäischen Gebirgen westlich der Alpen. In: Bericht der Schweizerischen Botanischen Gesellschaft, Band 66, 1956, S. 92–117.